# Tokujo Kabachi !!

Tokujo Kabachi !! est une série télévisée dramatique japonaise (drama).

## Description
- Titre : 特上カバチ!!
- Titre romaji : Tokujo Kabachi !!
- Genre : Comédie, travail
- Épisodes : 11
- Format: Renzoku
- Pays : Japon
- Année : 2010
- Chaine de diffusion : TBS (Tokyo Broadcasting System)
- Période de diffusion : 17 janvier 2010
- Horaire de diffusion : Dimanche à 21h
- Producteurs : Ueda Hiroki, Imai Natsuki
- Directeurs : Kato Arata, Imai Natsuki, Kan Satoshi
- Compositeur/Musique : Segawa Eishi
- Site officiel : http://www.tbs.co.jp/tokujyokabachi/

## Acteurs
- Sakurai Sho : Tamura Katsuhiro
- Maki Horikita : Sumiyoshi Misuzu
- Ken'ichi Endō : Shigemori Kanji
- Asano Yuko : Kebisawa Kyoko
- Takahashi Katsumi : Sakaeda Chiharu
- Masatoshi Nakamura : Oono Isamu
- Ikkei Watanabe : Kakizaki Matsuo
- Tamaru Maki : Kakizaki Haruko
- Uesato Ryota : Hijikata Ryouma
- Akun Igo : Okita Shinsaku

## Histoire
Tamura Katsuhiro est un juriste stagiaire avec un fort sens de la justice et un penchant à vouloir un peu trop aider tout le monde.
À l'inverse Sumiyoshi Misuzu est une juriste qui déteste les hommes et perdre...
Tamura et Sumiyoshi sont toujours en désaccord, mais progressivement ils vont apprendre à se connaître et se comprendre.

## Personnages principaux
- Tamura Katsuhiro : 24 ans. Il est stagiaire d'un juriste et étudie pour l'examen final. C'est un jeune homme gentil et passionné qui veut toujours aider les autres même à son détriment. Son surnom est : toujours à l'aise.
- Sumiyoshi Misuzu : 22 ans. Elle est juriste en droit public. C'est sa 4e année de carrière au début de l'histoire. Elle a passé l'examen de juriste au lycée et l'a réussi (ce qui est peu courant). Elle aime son travail, et elle est surnommée « petit démon » : c'est une femme impitoyable. Elle déteste les hommes.
- Kakizaki Haruko : 38 ans. C'est la propriétaire de l'appartement de Tamura. Elle est toujours bien informée et aime parler.
- Kakizaki Matsuo : 49 ans. Il est le mari d'Haruko et aime les paris.
- Oono Isamu : 55 ans. Il est le chef du cabinet juriste Ohno. C'est patron très strict, cependant il est faible avec les femmes. Son surnom est Dai sensei (grand enseignant).
- Shigemori Kanji : 48 ans. Il est juriste vétéran. Il surveille les finances et est très pointilleux en matière d'argent.
- Sakaeda Chiharu : 46 ans. Il est chargé de la formation de Tamura. Il est assistant juriste. Il est combatif et son surnom est : le gorille boxeur.
- Oono Isamu, Shigemori Kanji, Sakaeda Chiharu et Tamura Katsuhiro font partie du cabinet juridique Ohno.
- Kebisawa Kyoko : 48 ans. Elle dirige un cabinet juridique et est avocate. C'est une femme belle et influente qui aime les choses de qualité.
- Hijikata Ryouma et Okita Shinsaku : 23 ans. Ils font partie du département de contrôle des erreurs du cabinet de Kebisawa.

## Autres
Les affaires traitées par les juristes sont par exemple : escroquerie, indemnité pour infidélité, problèmes de dettes et d'emprunts...
Les thèmes récurrents sont l'amitié, la concurrence entre les juristes, la loi et ses multiples applications possibles selon les situations.
Le juriste ne s'occupe que de préparer les documents officiels pour le corps juridique et gouvernemental et d'aider son client dans sa démarche jusqu'à l'achèvement de la procédure. Il protège son client même s'il doit « pousser l'autre partie en enfer ».